# Astaillac
Astaillac település Franciaországban, Corrèze megyében. Lakosainak száma 207 fő (2022. január 1.). Astaillac Altillac, Liourdres, Sioniac, Gagnac-sur-Cère, Girac és Beaulieu-sur-Dordogne községekkel határos.

## Népesség
A település népességének változása:
| Lakosok száma | 276  | 258  | 225  | 221  | 223  | 230  | 232  | 219  | 213  | 207  |
|               | 1968 | 1982 | 1990 | 2006 | 2013 | 2015 | 2017 | 2019 | 2020 | 2022 |